# Arcus Odyssey
Arcus Odyssey — мультиплатформенная видеоигра в жанре Action/RPG. Является частью серии игр Arcus.
Игра также была портирована на Symbian OS в 2014 году.

## Сюжет
Много лет назад могущественная колдунья Кастомира собрала армию Зла и захватила Землю, убив тысячи людей и уничтожив большинство государств на планете. Многие пытались свергнуть жестокую правительницу; однако силы Зла каждый раз одерживали верх, а осмелившихся противостоять им убивали.
Но однажды принцесса по имени Лити, внучка легендарного воина, во главе армии Света выступила против Кастомиры. Битва длилась несколько дней, и в конце концов силы Зла были разбиты, а Кастомиру изгнали в Тёмный Мир. Чтобы колдунья не могла выбраться из своего плена, был выкован магический меч, которым заперли вход в другое измерение. На Земле воцарилось спокойствие, но ненадолго.
Через несколько сотен лет последователи Кастомиры выкрали меч с целью освобождения своей повелительницы. Силы колдуньи крепли день ото дня и лишь четверо воинов могли помешать её планам.

## Игровой процесс
Игра представляет собой action с элементами ролевых и логических игр и состоит из нескольких уровней, разделённых на подуровни. Уровни построены с применением параллельного проецирования и вертикального скроллинга. Спрайты персонажей передвигаются по уровням, в дизайне которых использована тайловая графика.
По геймплею игра сходна с Gauntlet: игрок, управляя одним из четырёх доступных персонажей, перемещается по уровням, уничтожает врагов и собирает различные полезные предметы. В конце некоторых уровней находятся боссы. Иногда в ходе уровня игроку нужно решить логическую задачу, например отыскать ключ к камере, в которой находятся заложники, или найти вход на другой подуровень.
Враги в игре — разнообразные монстры и приспешники Кастомиры. Противники довольно многочисленны, нередко обладают запасом здоровья, превосходящим здоровье игрока, и способны восстанавливаться, как только окажутся за пределами видимости (игрового экрана). Большинство из противников атакуют героя издалека (плазменными сгустками, камнями, щупальцами и т. д.), хотя встречаются враги, наносящие урон при непосредственном контакте.
Для борьбы с врагами персонаж использует различные виды магии: заколдованные стрелы, магию земли, силовые поля для защиты и т. д. Однако он может атаковать обычным оружием, имеющимся на начало игры.
Полезные предметы заключены в сундуки. Они пополняют здоровье героя и дают новые виды магии. Кроме того, встречаются предметы, необходимые для дальнейшего продвижения по уровню.